# Aleksandre Tsjivadze
Aleksandre Tsjivadze (Georgisch: ალექსანდრე ჩივაძე, Russisch: Александр Чивадзе) (Kloechori, 8 april 1955) is een voormalig Georgisch voetballer en trainer. Als speler kwam hij uit voor de Sovjet-Unie en was hij bekend onder zijn Russische naam Aleksandr Tsjivadze.

## Biografie
Tsjivadze speelde zijn hele carrière voor Dinamo Tbilisi. In 1978 werd hij landskampioen met de club en in 1976 en 1979 won hij met Dinamo de beker en in 1981 de Europacup II. In 1980 werd hij uitgeroepen tot voetballer van het jaar van de Sovjet-Unie.
Hij speelde ook jaren voor het nationale elftal. In 1980 won hij met de jeugd het EK onder 21 en brons op de Olympische Spelen. Hij nam deel aan het WK 1982 en 1986. In 1982 was hij aanvoerder en is na Moertaz Choertsilava de enige Georgiër die de aanvoerdersband droeg voor de Sovjet-Unie. Hij scoorde in de groepsfase tegen Schotland.
Na zijn spelerscarrière werd hij trainer en trainde de nationale ploeg van 1993 tot 1997 en opnieuw van 2001 tot 2003. Van 2012 tot 2016 trainde hij de selectie onder de 21.